# Patroklos Karantinos
Patroklos Karantinos (en griego: Πάτροκλος Καραντινός; Constantinopla, 1903-Atenas, 4 de diciembre de 1976) fue un arquitecto racionalista griego. 

## Trayectoria
Estudió en la Escuela de Arquitectura de Atenas, donde se tituló en 1924, y complementó su formación en París con Auguste Perret (1928). Fue miembro del Congreso Internacional de Arquitectura Moderna (CIAM), para el que se encargó de organizar el IV Congreso en Atenas (1933), que sirvió de punto de arranque para la arquitectura moderna en Grecia. También organizó la primera exposición de arquitectura moderna en Atenas, celebrada en 1934.
Participó como coordinador en el programa de edificios escolares iniciado en 1928 por Eleftherios Venizelos.
Entre sus obras destacan varios edificios para la Universidad Aristóteles de Salónica (1948-1960) y los museos arqueológicos de Iraklion (1937), Salónica (1962) y Olimpia (1966-1975), así como el nuevo Museo de la Acrópolis (1937). También realizó varias bibliotecas, teatros y centros deportivos.
Entre 1958 y 1968 fue profesor de composición arquitectónica en la Escuela de Arquitectura de Salónica, hasta que fue destituido por la Dictadura de los Coroneles.